# Чигоч

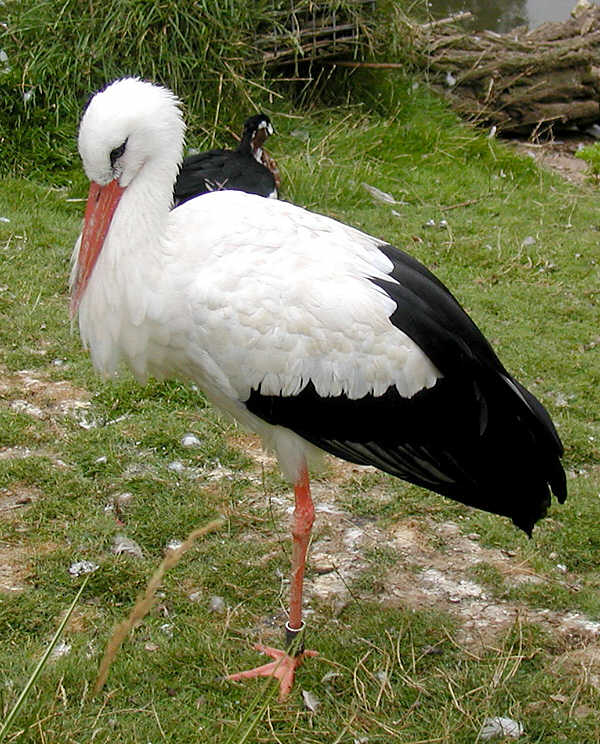
Село Чигоч известно во всей Европе своей большой популяцией аистов

Чигоч (хорв. Čigoć) — село в регионе Посавина в Хорватии. Входит в состав муниципалитета Сисак. Село находится на берегу реки Сава на территории природного парка Лоньско поле в Западной Славонии. Население составляет 114 человек. В связи с большой популяцией аистов, в 1994 году Чигоч получил статус первого европейского села аистов.
Немногочисленные жители села, в основном люди пожилого возраста, занимаются разведением крупного рогатого скота и традиционным земледелием. Такое уклад жизни привлекает множество белых аистов, которые строят рядом свои гнёзда.

## Население
| Динамика населения | Динамика населения | Динамика населения | Динамика населения | Динамика населения | Динамика населения | Динамика населения | Динамика населения | Динамика населения | Динамика населения | Динамика населения | Динамика населения | Динамика населения | Динамика населения | Динамика населения |
| ------------------ | ------------------ | ------------------ | ------------------ | ------------------ | ------------------ | ------------------ | ------------------ | ------------------ | ------------------ | ------------------ | ------------------ | ------------------ | ------------------ | ------------------ |
| 1857               | 1869               | 1880               | 1890               | 1900               | 1910               | 1921               | 1931               | 1948               | 1953               | 1961               | 1971               | 1981               | 1991               | 2001               |
| 314                | 341                | 347                | 361                | 369                | 383                | 384                | 312                | 288                | 326                | 274                | 219                | 159                | 127                | 114                |

## Статистика популяции аистов
Пары аистов: 39 пар и 54 молодых аистов (сухой 2003 год), 45 (2000), 41 (1999), 44 пары и 188 молодых аистов (влажный 1988 год), 31 (1968).
Расположение гнёзд: деревянные дома.
Праздники аистов: 19 марта (Св. Иосиф) — прилёт аистов. Ежегодно в конце июня празднуется «Штроково» (день аиста) — в память о присвоении звания европейского села аистов.
Мероприятия: В селе занимаются сохранением старых пород домашних животных, действует информационный центр. С 1988 года репродуктивность популяции аистов составляет в среднем на 4,3 детёныша на пару — лучший показатель в Европе. В селе действует туристический клуб Turistička družba Čigoć, участвующий в защите аистов.
Партнеры: природный парк Лоньско поле, агентство по охране природы.

## Природное и культурное наследие
На обширных пастбищах, можно увидеть животных традиционных хорватских пород: Посавинский конь, свинья Турополье и славонская серая корова, — это является уникальным природным и культурным наследием.
В селе Чигоч сегодня около 70 деревянных домов в стиле местной архитектуры региона Посавина, которые охраняются как памятники культуры.